# رائول اوپروتس
رائول اوپروتس (انگلیسی: Raul Opruț؛ زادهٔ ۴ ژانویهٔ ۱۹۹۸) بازیکن فوتبال اهل رومانی است.
از باشگاه‌هایی که در آن بازی کرده‌است می‌توان به باشگاه فوتبال کورتریک، باشگاه فوتبال جنوآ، باشگاه فوتبال هرمانشتات، و باشگاه فوتبال کیه‌وو ورونا اشاره کرد.
وی همچنین در تیم‌های ملی فوتبال زیر ۲۱ سال رومانی و رومانی بازی کرده‌است.